# Черенция
Черенция (итал. Cerenzia) — коммуна в Италии, располагается в регионе Калабрия, подчиняется административному центру Кротоне.
Население составляет 1371 человек, плотность населения составляет 57 чел./км². Занимает площадь 24 км². Почтовый индекс — 88833. Телефонный код — 0984.
Покровителем коммуны почитается святой Фёдор Тирон, празднование 9 ноября.